# 真国寺 (足立区)
真国寺（しんこくじ）は、東京都足立区にある日蓮宗の寺院。

## 歴史
1335年（建武2年）に開山された。開山は日安としているが、日安は天正期の人物であり時代が合わない。寺伝では日安の時代に日蓮宗に転宗したものとしている。境内には中世期の板碑が置かれている。
その後、無住（住職不在）の時期があった。その時期に当寺に住んでいた人物として、萬朝報の記者で評論家兼小説家の伊藤銀月がいる。昭和初期に新任の住職が着任するようになり、現在に至っている。

## 交通アクセス
- 竹ノ塚駅より徒歩10分（経路案内）。